# Torolv skjalg Ogmundson
Torolv skjalg Ogmundson (apodado el Disparatado, n. 937) fue un caudillo vikingo de la dinastía Solaætta de Rogaland. Era hijo de Ogmund aslak Kåreson.Las sagas mencionan a Torolv como un hombre poderoso y respetado, rico pero no particularmente magnánimo.
La figura de Torolv se menciona en la genealogía sobre reyes noruegos de Thormodus Torfæus, que cita la obra «Tåtten om Torolv Skjalg, Ragnvald og Raud» (El relato (Þáttr) de Torolv Skjalg, Ragnvald y Raud). La historia trata sobre Torolv que mató a Lodin de Ærvik quemándole en su hacienda (hús-brenna) y la venganza de su hijo Ragnvald que le mató a su vez y recuperó las propiedades de su padre en Ærvik. Esta historia pudo suceder hacia 965. De hecho en el relato sobre la batalla de batalla de Hjörungavágr aparece un Ragnvald de Ærvik como uno de los comandantes que se enfrentó a los jomsvikings, y parece inducir a este supuesto. 
En su Historia Rerum Norvegicarum, Torfæus afirma que sustentando el argumento de Landnámabók (Libro de los asentamientos), la madre de Torolv era hija de Gyrd Haraldsson.

## Descendencia
De las sagas nórdicas se conocen dos hijos:
- Erling Skjalgsson
- Sigrid Skjalgsdatter (n. 977), que sería esposa de Sigurd Toresson y fruto de ese matrimonio nacería Asbjørn Selsbane.